# Бургундский отель
«Бургу́ндский оте́ль» (фр. L'Hôtel de Bourgogne) — крупнейший драматический театр Парижа в XVII века и первый стационарный театр Франции, ныне не существующий.
До XVI века на месте здания на rue Mauconseil (совр. rue Étienne Marcel, 29) находилась парижская резиденция герцогов Бургундских — Отель д’Артуа. В 1548 году здание было выкуплено «Братством Страстей и Воскресения Господа нашего Иисуса Христа» (фр. Confrères de la Passion et de la Résurrection de Notre Seigneur Jésus-Christ ) для устройства там мистериальных представлений. Однако парламентский указ запретил братьям играть мистерии, но предоставил монополию на устройство светских представлений. Братья сдают зал для выступлений странствующих трупп.
В 1624 году в Бургундском отеле устраивает собственную труппу Пьер Лёмессье (Бельроз), а в 1628 году — под покровительством короля Людовика XIII — Вальран Лёконт. «Бургундский отель» открыто противостоит всем другим театральным труппам Парижа, мало-помалу завоёвывая лидирующее положение. Репертуар театра составляют фарсы Тюрлюпена, Гро-Гийома, Готье-Горгиля и трагедии Александра Арди и Жана Ротру. В 1647 году руководство труппой принимает Жозиас де Сулас (Флоридор), бывший актёр Театра на болотах (Марэ), и репертуар становится более ориентированным на трагедии Пьера Корнеля, а потом и Жана Расина. Лучшими актёрами труппы называют Захарию Жакоб (Монфлёри́) и Мари Демаре́ (Шанмеле́).
В непримиримой оппозиции к «Бургундскому отелю» находился Мольер, что отразилось, в частности, в его пьесе «Версальский экспромт», где он беспощадно критикует стиль драматической игры театра и его актёров.
В 1680 году король Людовик XIV объединяет труппу «Бургундского отеля» с труппами Театра Генего (бывший театр Мольера) и Театра на болотах (Марэ) в единый, постоянно действующий театр, известный сегодня как Комеди Франсез. Здание, в котором располагался «Бургундский отель», было отдано театру Комеди Итальен.